# Selina Egle
Selina Egle (15 gennaio 2003) è una slittinista austriaca, vincitrice di tre titoli mondiali -due nel doppio ed uno nella staffetta mista doppio- e di un trofeo di Coppa del Mondo.
È sorella di Madeleine e pronipote di Angelika Schafferer, a loro volta slittiniste di alto livello.

## Biografia
Iniziò a praticare la disciplina a sei anni, seguendo le orme della sorella maggiore Madeleine, medagliata olimpica nella gara a squadre sia a Pyeongchang 2018 sia a Pechino 2022; anche la sua prozia Angelika Schafferer fu un'eccellente slittinista, capace di vincere tre edizioni consecutive della Coppa del Mondo e una medaglia di bronzo ai mondiali di Imst 1978.

### Carriera sportiva

#### Stagioni 2018-2022

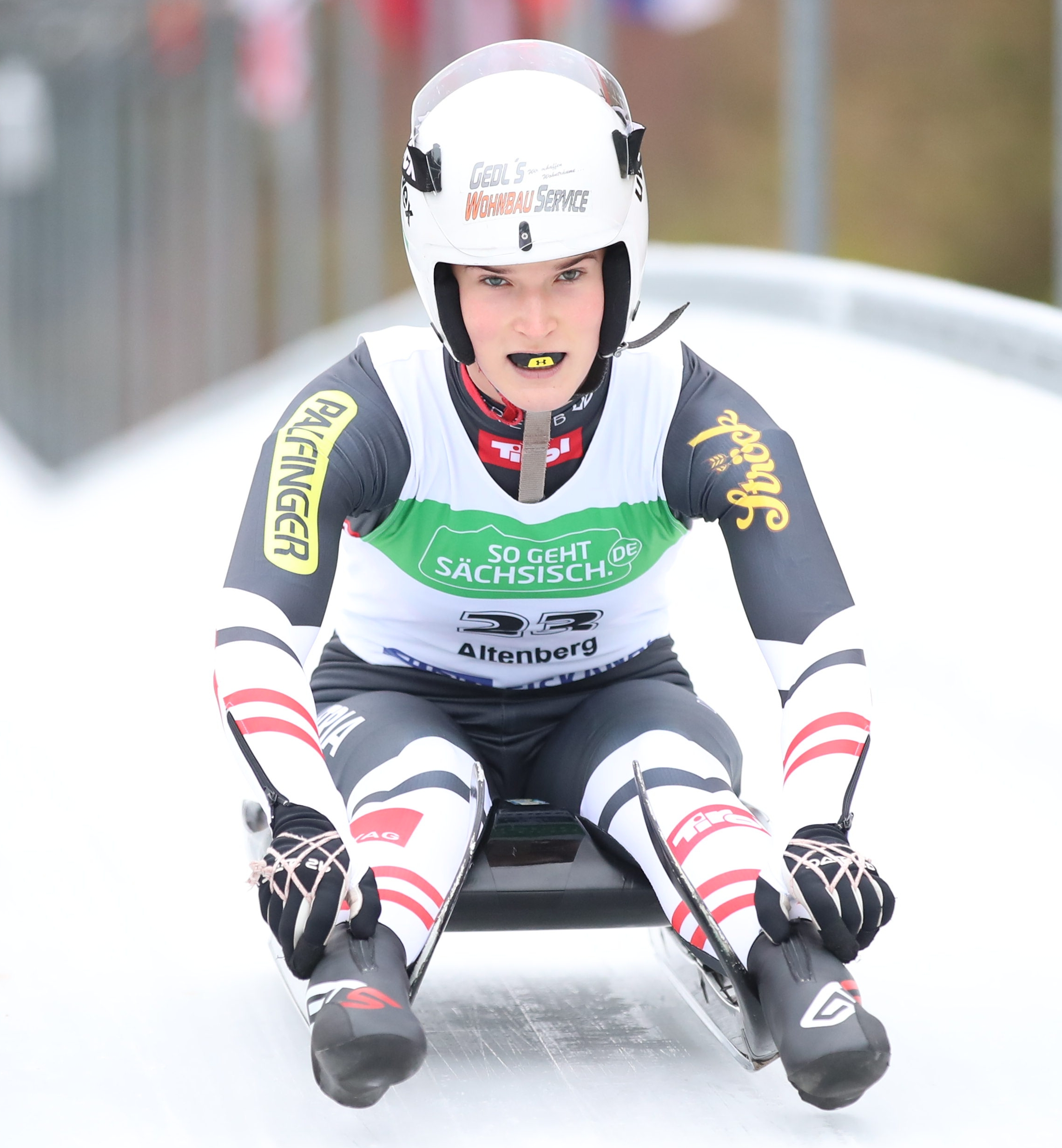
Egle ad Altenberg nel 2019.

Iniziò a gareggiare per la nazionale austriaca nel singolo nella categoria giovani nel 2017, prendendo parte alla Coppa del Mondo di categoria che concluse in tredicesima posizione. L'annata successiva, con l'introduzione della specialità del doppio donne, prevista solo per questa classe di età a seguito dell'inclusione della gara nel programma delle Olimpiadi giovanili, partecipò alla Coppa del Mondo in entrambe le discipline, bissando il tredicesimo posto nel singolare, mentre nella prova a coppie chiuse sesta insieme a Lara Kipp, ottenendo due podi nelle due tappe disputate; in quello stesso anno, sempre nel doppio, gareggiò anche nei campionati mondiali juniores di Innsbruck 2019, terminando la competizione in tredicesima piazza, ma prima delle quattro coppie femminili presenti alla competizione.
La stagione seguente ottenne l'ottava posizione nel singolo e la terza nel doppio per quanto riguarda la Coppa del Mondo giovani e prese il via anche in una gara del singolo in quella juniores terminando trentunesima in classifica generale; qualificatasi per i Giochi olimpici giovanili di Losanna 2020 -e considerata come una delle favorite per la conquista di una medaglia nella prova a coppie- fu costretta al ritiro dalla competizione pochi giorni prima delle gare a causa di una frattura ad un metatarso occorsa durante le prove.
La Federazione internazionale, a causa della pandemia di COVID-19, decise di annullare l'intera stagione 2020/21 per quanto concerne le gare delle classi giovani e juniores. Fu quindi aggregata alla squadra maggiore per disputare il singolare: fece il suo debutto nella Coppa del Mondo assoluta il 3 gennaio 2021 nella tappa di Schönau am Königssee dove giunse ventitreesima e terminò la stagione al trentanovesimo posto della classifica generale; in quello stesso anno prese il via anche ai campionati mondiali di Schönau am Königssee 2021 in cui ottenne la ventunesima posizione mentre nella speciale classifica riservate alle atlete under 23 si piazzò nona. L'annata successiva, pur essendo state ripristinate le competizioni giovanili e con esse le gare del doppio femminile, gareggiò unicamente nella disciplina individuale: a livello assoluto prese parte a quattro delle nove tappe di Coppa in calendario terminando al ventiseiesimo posto della classifica finale, a livello junior invece disputò i mondiali di Winterberg 2022 e gli europei di Bludenz 2022 finendo in entrambi i casi sesta; quest'ultima competizione era inserita nell'ambito della Coppa del Mondo di categoria per cui si classificò al ventiseiesimo posto della graduatoria.

#### Stagioni 2023-2024

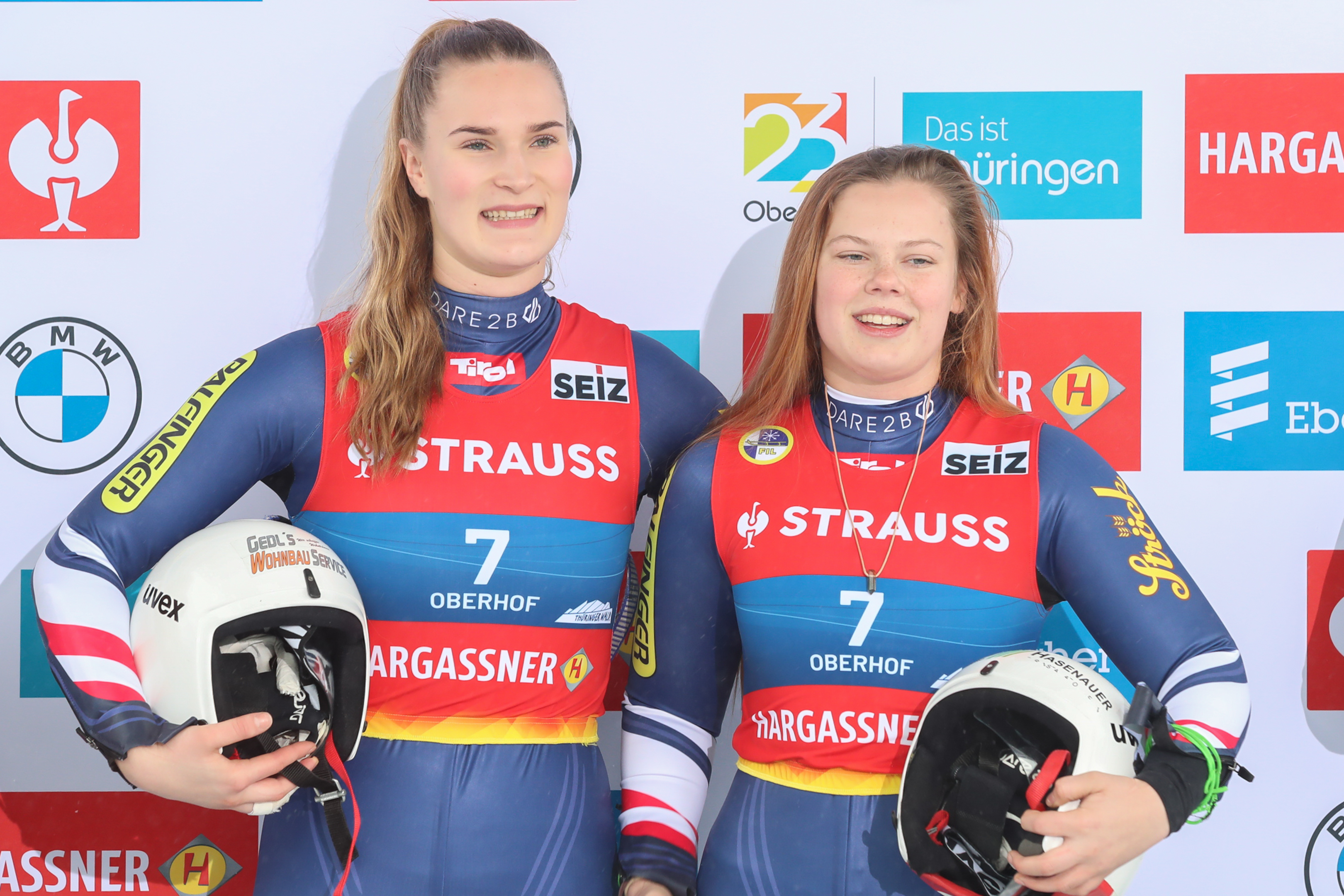
Egle (a sinistra) e Kipp ai mondiali di Oberhof 2023.

Con l'inserimento del doppio femminile nel programma delle Olimpiadi di Milano Cortina 2026, dalla stagione 2022/23 decise di cimentarsi nuovamente anche in questa specialità -ancora in coppia con Lara Kipp- senza però tralasciare l'attività nel singolo; nella tappa di esordio della Coppa del Mondo, disputata il 3 dicembre 2022 ad Innsbruck, colse il suo primo podio in Coppa conquistando la vittoria nel doppio, trionfo bissato il giorno seguente nella prova sprint; con due ulteriori successi nella competizione biposto ottenuti sulle piste di Park City e di Winterberg, concluse in seconda posizione della classifica finale, conquistando il trofeo nella disciplina sprint a parimerito con le italiane Andrea Vötter e Marion Oberhofer, mentre nel singolare chiuse al ventinovesimo posto. Prese parte inoltre ai campionati europei di Sigulda 2023 in cui ottenne il diciassettesimo posto nel singolo ed il quarto nel doppio, posizioni che le valsero rispettivamente l'ottava e la terza piazza nella speciale classifica riservata alle under 23, mentre ai mondiali di Oberhof 2023 vinse la medaglia d'argento sia nella prova del doppio sia in quella del doppio sprint, oltre a quella delle under 23.
Dall'annata successiva abbandonò definitivamente la disciplina del singolo, concentrandosi unicamente nella gare a coppie: conquistò tre successi di tappa -due sul tracciato di Lake Placid e uno in  quello di Oberhof- piazzandosi in quarta posizione in Coppa e bissando il successo nella graduatoria delle sprint; nella rassegna continentale di Innsbruck 2024 concluse la gara del doppio al settimo posto a causa di un grave errore occorso durante la seconda discesa, che la relegò nelle posizioni di rincalzo dopo essersi trovata in prima posizione al termine della prima manche, ma si classificò comunque terza tra le under 23 e conquistò la medaglia d'oro nella gara a squadre. Nella competizione iridata di Altenberg 2024 vinse il titolo nel doppio -nonché quello riservato alle under 23-, fu ottava nella prova sprint e sesta in quella a squadre.

#### Stagione 2025
Nel 2024/25 si impose in sette delle nove prove del calendario di Coppa, conquistando così la sfera di cristallo; ai campionati europei di Winterberg 2025 trionfò sia nel doppio sia nella gara a squadre -oltre che tra le under 23- ed ai mondiali di Whistler 2025 confermò il titolo ottenuto l'anno precedente nel doppio -e conseguentemente pure quello under 23- conquistò inoltre la medaglia d'argento nella prova a squadre e quella d'oro nella neonata specialità della staffetta mista doppio, insieme a Kipp ed ai connazionali Thomas Steu e Wolfgang Kindl.

## Palmarès

### Mondiali
- 6 medaglie:
  - 3 ori (doppio ad Altenberg 2024; doppio, staffetta mista doppio a Whistler 2025);
  - 3 argenti (doppio, doppio sprint ad Oberhof 2023; gara a squadre a Whistler 2025).

### Europei
- 3 medaglie:
  - 3 ori (gara a squadre ad Innsbruck 2024; doppio, gara a squadre a Winterberg 2025).

### Mondiali under 23
- 3 medaglie:
  - 2 ori (doppio ad Altenberg 2024; doppio a Whistler 2025).
  - 1 argento (doppio ad Oberhof 2023).

### Europei under 23
- 3 medaglie:
  - 1 oro (doppio a Winterberg 2025);
  - 2 bronzi (doppio a Sigulda 2023; doppio ad Innsbruck 2024).

### Coppa del Mondo
- Miglior piazzamento in classifica generale nel singolo: 26ª nel 2021/22.
- Vincitrice della Coppa del Mondo generale nel doppio: nel 2024/25.
- Vincitrice della Coppa del Mondo di specialità nel doppio sprint nel 2022/23 e nel 2023/24.
- 32 podi (17 nel doppio, 5 nel doppio sprint, 2 nelle staffette miste doppio, 8 nelle gare a squadre):
  - 18 vittorie (10 nel doppio, 4 nel doppio sprint, 4 nelle gare a squadre);
  - 9 secondi posti (3 nel doppio, 1 nel doppio sprint, 2 nelle staffette miste doppio, 3 nelle gare a squadre);
  - 5 terzi posti (4 nel doppio, 1 nelle gare a squadre).

#### Coppa del Mondo - vittorie
| Data             | Luogo       | Paese       | Disciplina                                                                               |
| ---------------- | ----------- | ----------- | ---------------------------------------------------------------------------------------- |
| 3 dicembre 2022  | Innsbruck   | Austria     | Doppio con Lara Kipp                                                                     |
| 4 dicembre 2022  | Innsbruck   | Austria     | Doppio sprint con Lara Kipp                                                              |
| 17 dicembre 2022 | Park City   | Stati Uniti | Doppio sprint con Lara Kipp                                                              |
| 25 febbraio 2023 | Winterberg  | Germania    | Doppio con Lara Kipp                                                                     |
| 8 dicembre 2023  | Lake Placid | Stati Uniti | Doppio con Lara Kipp                                                                     |
| 9 dicembre 2023  | Lake Placid | Stati Uniti | Doppio sprint con Lara Kipp                                                              |
| 14 gennaio 2024  | Innsbruck   | Austria     | Gara a squadre con Madeleine Egle, Thomas Steu, Wolfgang Kindl, Jonas Müller e Lara Kipp |
| 18 febbraio 2024 | Oberhof     | Germania    | Doppio sprint con Lara Kipp                                                              |
| 7 dicembre 2024  | Innsbruck   | Austria     | Doppio con Lara Kipp                                                                     |
| 14 dicembre 2024 | Oberhof     | Germania    | Doppio con Lara Kipp                                                                     |
| 15 dicembre 2024 | Oberhof     | Germania    | Gara a squadre con Madeleine Egle, Thomas Steu, Wolfgang Kindl, Jonas Müller e Lara Kipp |
| 4 gennaio 2025   | Sigulda     | Lettonia    | Doppio con Lara Kipp                                                                     |
| 11 gennaio 2025  | Altenberg   | Germania    | Doppio con Lara Kipp                                                                     |
| 18 gennaio 2025  | Winterberg  | Germania    | Doppio con Lara Kipp                                                                     |
| 19 gennaio 2025  | Winterberg  | Germania    | Gara a squadre con Madeleine Egle, Juri Gatt, Riccardo Schöpf, Jonas Müller e Lara Kipp  |
| 25 gennaio 2025  | Oberhof     | Germania    | Doppio con Lara Kipp                                                                     |
| 22 febbraio 2025 | Yanqing     | Cina        | Doppio con Lara Kipp                                                                     |
| 23 febbraio 2025 | Yanqing     | Cina        | Gara a squadre con Lisa Schulte, Thomas Steu, Wolfgang Kindl, Jonas Müller e Lara Kipp   |

### Coppa del Mondo juniores
- Miglior piazzamento in classifica generale nel singolo: 26ª nel 2021/22.

### Coppa del Mondo giovani
- Miglior piazzamento in classifica generale nel singolo: 8ª nel 2019/20.
- Miglior piazzamento in classifica generale nel doppio: 3ª nel 2019/20.